# Масонский ритуал
Масонский ритуал является согласованным сценарием слов и действий, которые выполняются во время проведения собрания в масонской ложе.
Масонские ритуалы были описаны в ряде литературных произведений, таких как «Вольный каменщик» Михаила Осоргина и «Война и мир» Льва Толстого.

## Цель масонских ритуалов
Масонский ритуал представляет собой красивую и своеобразную систему морально-нравственных наставлений, которые завуалированы в аллегориях и проиллюстрированы символами. Символикой масонства украшены все масонские ложи, которая содержит много рабочих инструментов средневековья или эпохи Возрождения. Вся система передаётся посвященными посредством масонских ритуалов, которая состоит из лекций и аллегорических пьес.
Общим для всего масонства являются три первых градуса, которые называются в англо-саксонском масонстве Craft, синим (голубым) или спекулятивным масонством. Масонские аллегории сосредоточены на легенде о строительстве Храма Соломона и истории его главного архитектора — Хирама Абиффа.
Последующие (дополнительные степени) имеют различные основные аллегории, часто связанные с более подробным раскрытием и передачей истории жизни и смерти мастера Хирама. Участие в них является необязательным, и обычно влечёт за собой вступление в отдельные масонские организации дополнительных степеней. Тип и наличие дополнительных степеней также зависит от масонской юрисдикции синих лож, где прошла инициация в масонскую ложу.

## История масонского ритуала
В XVII веке масонские ритуалы были гораздо проще, чем в последующих столетиях, поэтому они обязательно проводились в устной форме и никогда не печатались. Они приобрели известность в наши дни только через очень небольшое количество рукописных заметок в качестве исключения из правил, и в ходе того, что некоторые тайны были раскрыты. Изучение этих документов показывает, что они развились довольно значительно с течением времени.
В XVIII веке, после основания первой великой ложи, древние и современные практики ритуалов снова стали очень похожи, и сейчас отличаются только относительно небольшим числом важных моментов, такими, как отводимая роль определенным символическим элементам, как сообщение паролей или отсылки к более или менее важным аспектам христианской религии.
Однако, с 1740-х годов, появляются новые различия. Кроме традиционных ритуалов первых трёх градусов, начинает появляться большое количество дополнительных степеней известных как дополнительные градусы, многие из которых были только вариантами друг друга, или остались в стадии проекта, или, на самом деле, никогда не практиковались. Это умножение масонских ритуалов привело к различным инициативам по стандартизации практик и установлению их в определённой последовательности и стабильности.

## Стандартизация
Ритуалы включают в себя три основных компонента: ритуал открытия работ ложи, закрытия работ ложи и ритуал посвящения. В каждом из трёх градусов все три ритуала являются обязательными к использованию. Также в перечень необходимых ритуалов для работ ложи входят: Ритуал инсталляции досточтимого мастера (Тайная церемония инсталляции досточтимого мастера) и офицеров ложи, Ритуал регуляризации (масонов перешедших из другого послушания), Траурный ритуал, Ритуал застольной ложи, Ритуалы Зимнего и Летнего Иоанна.
Ритуалы проводятся либо по заранее выученным текстам, либо читаются. Каждая масонская юрисдикция является гарантом для стандартизации и соблюдения своего ритуала. Тем не менее, есть общие черты, которые существуют между юрисдикциями и их ритуальными практиками. Например, все масонские ритуалы первых трёх градусов используют архитектурный символизм и инструменты средневековых оперативных каменщиков. Масоны, как спекулятивные каменщики (имеется в виду философское значение, а не строящие фактические здания), используют эту символику, чтобы научить моральным и этическим урокам своих братьев. Ритуалы и символизм обращают внимание на четыре кардинальные добродетели — храбрость, благоразумие, умеренность и справедливость, а также на принципы «братской любви, милосердия, нравственности и истины» (часто встречается в английских ритуалах), или «Свобода, Равенство, Братство» (характерно для французских ритуалов).